# Dardanel Adaları
Dardanel Adaları är öar i Azerbajdzjan.   De ligger i distriktet Baku, i den östra delen av landet, 50 km öster om huvudstaden Baku.